# 忍者ツールズ
忍者ツールズ株式会社（英: Ninja Tools Inc.）は、東京都世田谷区代田に本社を置き、Webサービス「忍者ツールズ」を運営している日本の企業である。アクセス解析やWebサイトスペース・ブログ・Webツールなど多くのサービスを手がけている。

## 沿革
- 2018年1月4日、サムライファクトリーの分割子会社「忍者ツールズ株式会社」（法人番号：1011001125973）を、渋谷区円山町28-1に設立。代表取締役は越智芳峰。これに伴い、Webサービス「忍者ツールズ」の事業は同子会社に継承。[3]
- 2018年3月、忍者ツールズ株式会社を東京都新宿区大京町29に移転。
- 2019年より在宅勤務（テレワーク）に移行[4]。
- 2020年1月、忍者ツールズ株式会社を東京都世田谷区代田6-6-1 TOKYU REIT下北沢スクエア B1Fに移転。
- 2020年1月25日、午前2時頃に突如、Webサービス「忍者ツールズ」の全ての機能が停止。運営開始以来初となる大規模、かつ長期に渡る深刻な障害が発生した。原因は仮想環境の基盤となるストレージ部分のハードウェア障害だと発表された[5]。
- 2020年2月27日、8つのサービスを終了して事業を大幅に縮小することが発表された[6]。「忍者ホームページ」および「忍者ブログ」はサービスを継続するが、4つの機能はやはり提供を終了することが同日に発表された[7]。 終了したサービスは以下の通り。

1. 忍者ホームページの「かんたんお引越しツール」、「Yahoo!ジオシティーズお引越しツール」、「Sitemap」の3機能と、忍者ブログの「モブログ機能」が2020年3月31日に終了。
2. 忍者ビジター、忍者バリアー、忍者アンケートフォーム、忍者メールフォーム、忍者アクセスランキングが2020年6月1日に終了。
3. 忍者サンドボックスが2020年7月31日に終了。
4. 忍者アナライズ、忍者カウンターが2021年3月1日に終了。

## 運営しているWebサービス
- 忍者ツールズ[2]
  1. 忍者ホームページ
  2. 忍者ブログ
  3. 忍者アクセス解析
  4. 忍者画像RSS
  5. 忍者おまとめボタン
  6. 忍者ADMAX（アドマックス）
  7. 忍者scraping
  8. 忍者DSP

## 役員構成
- 代表取締役社長：越智芳峰
- 取締役：林孝一、水野良則